# Dinamarca nos Jogos Olímpicos de Verão de 1980
A Dinamarca competiu nos Jogos Olímpicos de Verão de 1980, realizados em Moscou, União Soviética.